# Галактіон (Табаков)
Митрополит Галактіон (в миру Георгій Любенов Табаков, болг. Георги Любенов Табаков; 26 лютого 1949 Ветрен, Болгарія) — єпископ Болгарської православної церкви на спокої, митрополит Старозагорський.

## Біографія
Народився 26 лютого 1949 року у Ветрені зі світським ім'ям Георгій Любенов Табаков. Восени 1963 року був прийнятий до Софійської духовної семінарії, яка в той час знаходилась в Черепишському монастирі. 12 липня 1969 року митрополит Старозагорський Панкратій висвятив його в ченці у Свято-Миколаївському Мгліжзькому монастирі. З дозволу митрополита Панкратія його відправили на місяць послуху до Бачковського монастиря, де 27 липня 1969 року єпископ Герасим Браницький висвятив його в сан ієродиякона. За рішенням Священного Синоду та з благословення митрополита Панкратія з серпня 1969 по вересень 1970 року був на послуху в Рильському монастирі. 27 вересня 1970 року від єпископа Герасима Браницького отримав сан ієромонаха в Бачковському монастирі. У 1976 році закінчив Софійську духовну академію. Після закінчення академії з 1 липня 1976 року по 30 вересня 1978 року був протосингелом Врачанської єпархії.
У 1978 році його направили на дворічну спеціалізацію в Московську духовну академію, де він захистив дисертацію на тему «Пастирське служіння преподобного Ніла Сорського». Після повернення до Болгарії продовжував обіймати посаду протосингела Врачанської єпархії з 1 липня 1981 по 30 вересня того ж року.
23 вересня 1981 року оперативник Петро Гайтов завербував його в якості агента КДБ з псевдонімом «Мішо».
За рішенням Священного Синоду з 1 жовтня 1981 року по 30 листопада 1982 року проходить курс спеціалізації в Східному церковному інституті в Регенсбурзі, Німеччина. Після повернення 1 грудня 1982 року був призначений настоятелем Рильського монастиря. З 1 липня 1985 року по 16 липня 1986 року був настоятелем Бачковського монастиря.
У 1986 році Священним Синодом був обраний і висвячений 6 липня того ж року Величським єпископом. З 17 липня 1986 року по 5 червня 1987 року вікарій митрополита Філарета Видинського. Після смерті митрополита Філарета він був вікарієм єпископа митрополита Калініка Врачанського з 16 червня по 30 грудня 1987 року, а з 1 січня 1988 по 1993 рік був вікарієм митрополита Панкратія Старозагорського.
18 травня разом з митрополитом Панкратієм Старозагорським був серед єпископів, які створили так званий Альтернативний Синод, за що 22 червня 1992 року був позбавлений звання. У 1993—1994 був депутатом парламенту від 27-го Старозагорського виборчого округу в квоті Союзу демократичних сил.
Покаявся разом з Панкратієм і 12 грудня 1995 року був знову прийнятий до церкви.
20 лютого 2000 він був обраний митрополитом Старозагорським і затверджений на цій посаді Священним Синодом 27 лютого 2000 року.
Наприкінці весни 2015 року переносить важкий інсульт. 28 вересня 2016 року через тривалий тяжкий стан здоров'я Священний Синод звільнив його з посади та присвоїв титул «колишній митрополит Старозагорський».